# Хамид Беширевић
Хамид Беширевић (Вишеград, 7. јануар 1919 — Тјентиште, код Фоче, 13. јун 1943) био је учесник Народноослободилачке борбе и народни херој Југославије.

## Биографија
Рођен је 7. јануара 1919. године у Вишеграду. Потиче из сиромашне породице. После завршене основне школе, коју је завршио у родном граду, отишао је у Сарајево, где је уписао шеријатску гимназију, коју је завршио 1939. године. После завршетка гимназије, уписао се на Теолошки факултет у Сарајеву.
За време боравка у интернату у Сарајеву, упознао се са групом ученика, који су били чланови Савеза комунистичке омладине Југославије (СКОЈ). Хамид се преко њих, 1938. године, повезао са револуционарним омладинским покретом и почео да посећује скојевске кружоке. Године 1940. примљен је у чланство Савеза комунистичке омладине Југославије.
После окупације Краљевине Југославије и стварања усташке Независне Државе Хрватске (НДХ), априла 1941. године, Хамид је напустио Сарајево и вратио се у родни Вишеград. По доласку у родно место, одмах се повезао са члановима СКОЈ-а и Живком Гавриловићем, који је руководио скојевском организацијом у Вишеграду. Револтиран усташким злочинима над српским становништвом, као и припадницима других народа у којима су усташе виделе претњу за свој режим, напушта Вишеград и одлази код родбине у село Дорићи, код Рудог. Када је 21. децембра 1941. године у Рудом формирана Прва пролетерска ударна бригада, Хамид је, заједно са својим другом Јусуфом Дорићем, ступио у њен Први (ловћенски) батаљон.
Неколико дана по ступању у јединицу, Хамид се као предратни члан СКОЈ-а, укључио у рад актива СКОЈ-а Треће чете и постао пушкомитраљезац. Био је учесник Игманског марша, јануара 1942. године. У пролеће 1942. примљен је у чланство Комунистичке партије Југославије (КПЈ). Учествовао је у многим борбама Прве пролетерске бригаде, а посебно се истакао у борбама код Улога, Ливна, Кључа, Јајца, на Мањачи, Сињајевини, Иван-Седлу, Неретви, Главатичеву, Дрини и др.
После ослобођења Јајца, новембра 1942. у Царевом Пољу је са још два друга уништио непријатељски бункер. Почетком 1943. године постављен је за заменика политичког комесара Треће чете Првог (ловћенског) батаљона. У току Четврте непријатељске офанзиве, је учествовао у више борби, а посебно се истако, када је са групом бомбаша напао и изненадио групу четника. У току борбе на Дрини, априла 1943, против италијанско-четничких снага, добровољно се пријавио у бомбаше и учествовао у најтежем делу битке — осмочасовној борби на Крчином брду, на десној обали Дрине.
Пошто је у борби на Дрини био рањен, упућен је у Централну болницу, где се нешто касније, као тешки рањеник, разболео од тифуса. Умро је 13. јуна 1943. изнад Тјентишта, у току Битке на Сутјесци.
Указом председника Федеративне Народне Републике Југославије Јосипа Броза Тита, 27. новембра 1953. године, проглашен је за народног хероја Југославије.